# Lamporo
Lamporo (Lampeu in piemontese) è un comune italiano di 480 abitanti della provincia di Vercelli in Piemonte.

## Geografia fisica
Il territorio comunale è pianeggiante e la sua quota varia tra i 173 m s.l.m. a nord-ovest (dove è lambito dal Canale Cavour) e i 156 m s.l.m. a sud-est.
La popolazione è concentrata nel centro comunale al di fuori del quale sono presenti alcune cascine isolate.
Il paese è orientato in senso est-ovest ed è costituito da due lunghe file di edifici allineati sulle sponde del Lamporo: si tratta di canale tributario della Marcova e tramite questa, della Sesia.
Dove il canale viene scavalcato dalla SP n°2, che collega Livorno Ferraris a Crescentino, si trovano la piazza centrale del paese (piazza Monateri), con il municipio e la chiesa parrocchiale.

## Origini del nome
Il comune deriva la propria attuale denominazione da quella dell'antico torrente Ampurius, che ancora in epoca romana scorreva verso la Sesia dalla fascia collinare asterna dell'Anfiteatro morenico di Ivrea. Tale idronimo deriverebbe a sua volta dalla base celtica ambe- (fiume). Sul letto di tale antico corso d'acqua, in un contesto profondamente modificato dai cambiamenti climatici e soprattutto dalle operazioni di bonifica agraria, scorre ora il Lamporo (o roggia Lamporo), il canale che attraversa il paese.

## Storia

### Simboli
Lo stemma e il gonfalone del Comune di Lamporo sono stati concessi con decreto del presidente della Repubblica dell'8 novembre 1993.
Il gonfalone è un drappo troncato di verde e di giallo.

## Monumenti e luoghi d'interesse

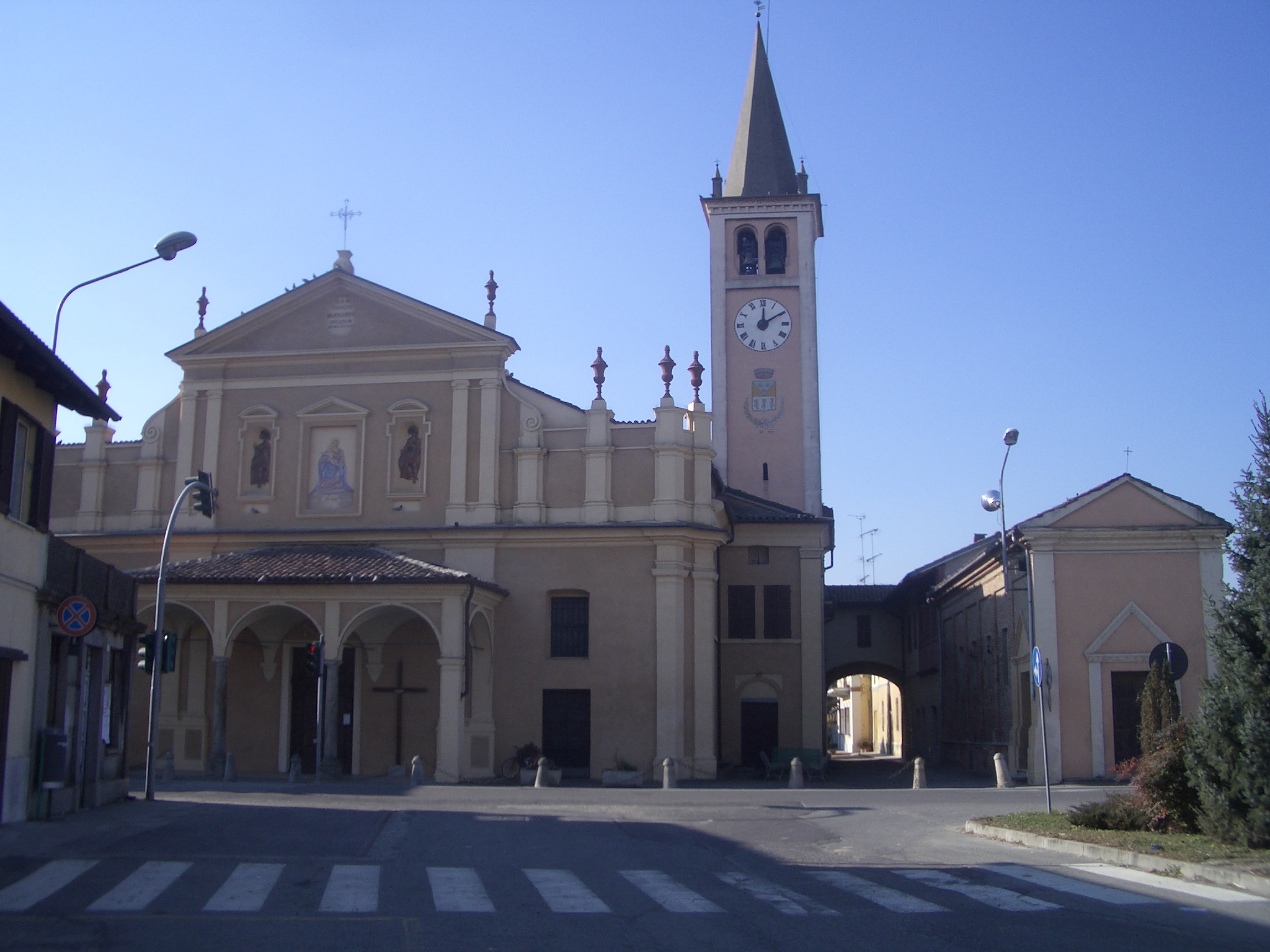
La parrocchiale di San Bernardo

- Parrocchiale: dedicata a San Bernardo di Mentone, la parrocchia fu istituita nel XVI secolo; l'attuale chiesa è barocca e conserva un pregevole reliquiario settecentesco e un dipinto attribuito al Moncalvo o alla sua scuola[9]
- Chiesa della Confraternita: è situata a destra della facciata dalla parrocchiale ed è stata costruita nel Settecento per la Confraternita della Beata Vergine del Suffragio[9]
- Cappella della Madonna di Loreto: costruita a scavalco del Lamporo, si trova circa 500 metri ad ovest della parrocchiale
- Cappella di San Rocco: la sua posizione è quasi simmetrica a quella della Madonna di Loreto rispetto al centro del paese, ma essa sorge a fianco (e non al di sopra) del canale.

### Via Francigena

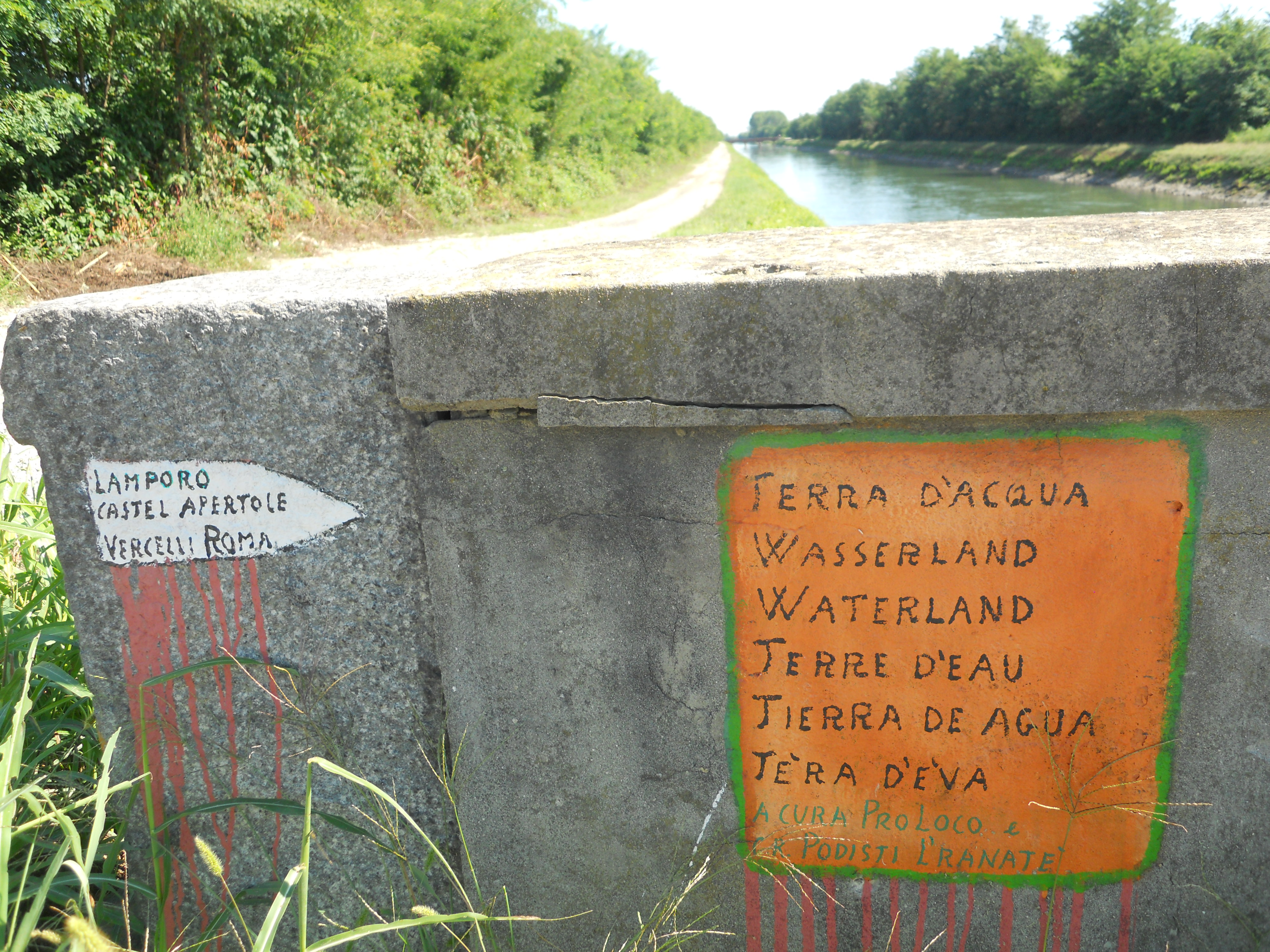
Indicazione della Via Francigena sul territorio di Lamporo

Nel territorio del comune passa il tracciato storico della Via Francigena, proveniente da Chivasso e Saluggia e dirigentesi successivamente verso Vercelli.
Dal 2017 è attivo un ostello per i pellegrini intitolato a Don Francesco Ottavis, iniziatore dell'accoglienza dei viandanti.

## Società
Negli ultimi cento anni si è assistito ad un dimezzamento della popolazione residente nel 1921.

### Evoluzione demografica
Abitanti censiti

## Amministrazione

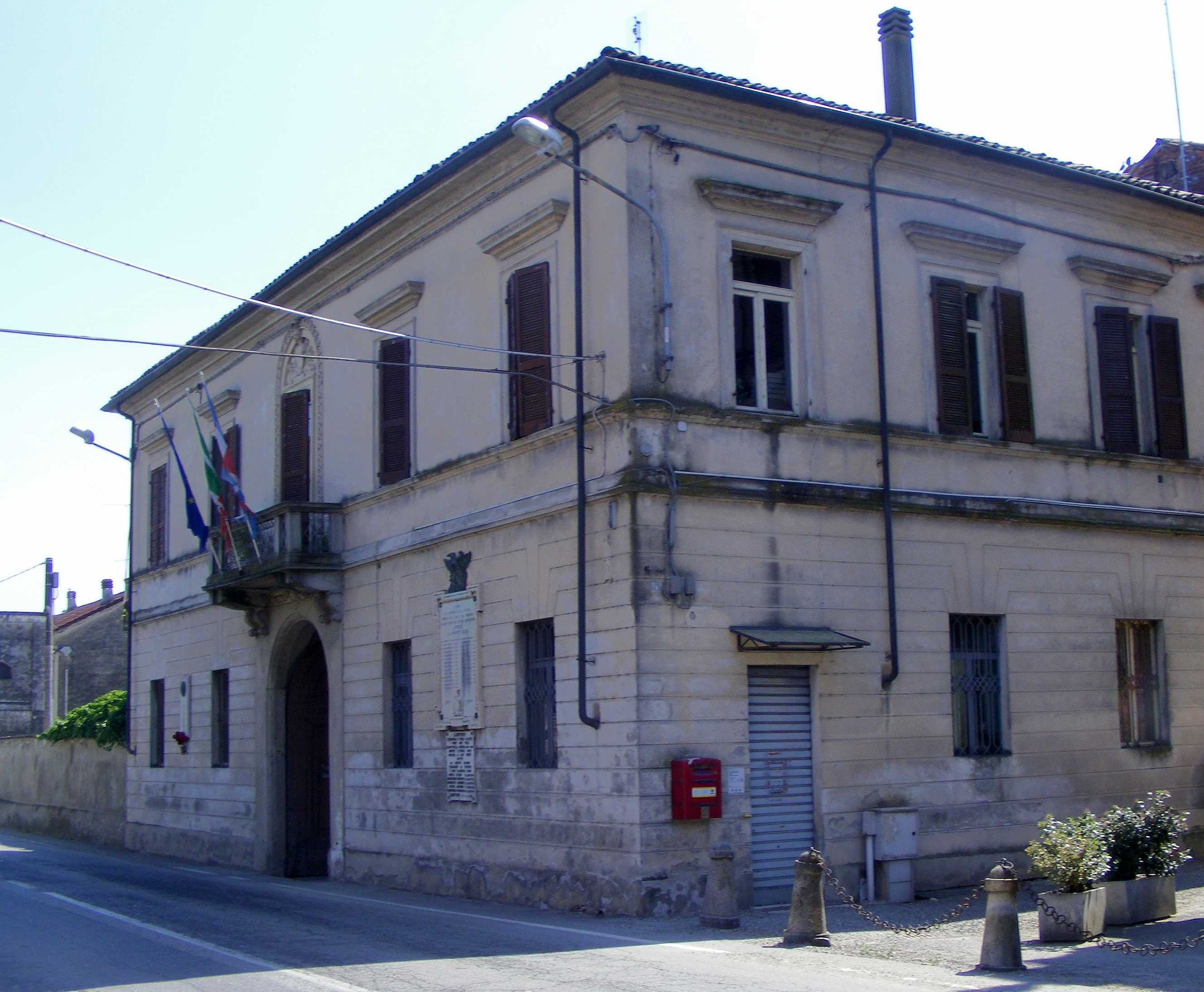
Il municipio

| Periodo | Periodo   | Primo cittadino | Partito      | Carica  | Note |
| ------- | --------- | --------------- | ------------ | ------- | ---- |
| 2006    | 2011      | Franco Raviolo  | lista civica | Sindaco |      |
| 2011    | 2016      | Savina Bosso    | lista civica | Sindaco |      |
| 2016    | in carica | Claudio Preti   | lista civica | Sindaco |      |